# Джуліо Мільяччо
Джуліо Мільяччо (італ. Giulio Migliaccio, [ˈdʒuljo miʎˈʎattʃo], нар. 23 червня 1981, Муньяно-ді-Наполі) — італійський футболіст, півзахисник клубу «Аталанта».

## Клубна кар'єра
Народився 23 червня 1981 року в місті Муньяно-ді-Наполі. Вихованець футбольної школи клубу «Савойя». Дорослу футбольну кар'єру розпочав 1998 року в основній команді того ж клубу, що виступала в серії С1, в якій провів один рік, взявши участь лише у 9 матчах чемпіонату.
У сезоні 1999/00 років на правах оренди виступав за «Путеолану», з якою виграв першість серії D. Повернувшись в «Савойю», Мільяччо провів один матч за клуб, а потім перейшов до клубу Серії А «Барі». Проте в елітному дивізіоні футболіст не зміг закріпитись і за сезон не провів жодного матчу в новій команді.
Влітку 2001 року Мільяччо перейшов в клуб Серії С2, «Джульяно», за який провів 2 сезони.

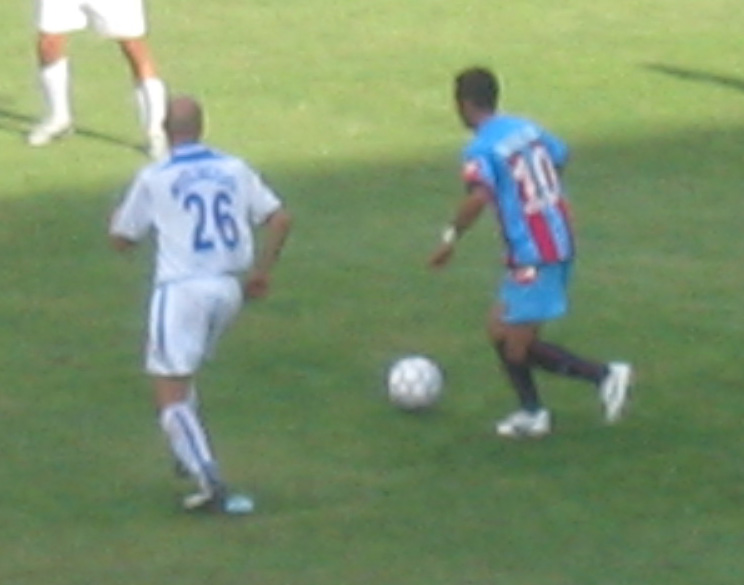
Мільяччо (ліворуч) у складі «Аталанти»

Влітку 2003 року Мільяччо перейшов в «Тернану», де провів півтора сезони, в одному з яких був капітаном команди.
У січні 2005 року Джуліо перейшов на правах оренди в клуб Серії А «Аталанту». 6 січня 2005 року, у складі «Аталанти» в матчі з «Фіорентиною» (1:0), він дебютував в Серії А. У першому сезоні у вищому італійському дивізіоні він провів 14 ігор, а його клуб вибув в Серію В. У наступному сезоні Мільяччо став лідером «Аталанти». Він провів 31 матч і забив 2 голи, чим допоміг своєму клубу знову вийти в Серію А, де півзахисник провів 33 матчі та забив 2 голи.
Перед початком сезону 2007/08 Мільяччо перейшов в «Палермо», який заплатив за трансфер хавбека 5 млн євро, а також віддав половину прав на бразильця Адріану. Перший сезон вийшов для Мільяччо вдалим, головний тренер, Стефано Колантуоно, який був знайомий з гравцем по спільній роботі по «Аталанті» і запросив його в «Палермо», довіряв гравцеві місце в основі. Влітку 2008 року Мільяччо захотів придбати казанський «Рубін», але гравець вирішив залишитися в «Палермо».
З приходом на тренерський пост Давіде Баллардіні, Мільяччо перестав потрапляти в стартовий склад команди. Незважаючи на це, 7 жовтня 2008 року він продовжив контракт до 2013 року. 8 лютого 2009 рокуМільяччо забив свій перший гол за «Палермо» вразивши ворота команди «Наполі». 22 березня, у грі з «К'єво», він провів свій 100-й матч у серії А. 
У сезоні 2009/2010 Вальтер Дзенга почав використовувати Мільяччо в ролі центрального захисника, але з приходом на пост головного тренера Деліо Россі, Мільяччо знову був переведений в центр поля. Всього відіграв за клуб зі столиці Сицилії п'ять сезонів своєї ігрової кар'єри, провівши 158 матчів в Серії А. Більшість часу, проведеного у складі «Палермо», був основним гравцем команди.
31 серпня 2012 року, в останній день трансферного вікна, перейшов в «Фіорентину» на правах оренди на сезон за один мільйон євро з правом викупу за 2 мільйони євро. Дебютував за «фіалок» 16 вересня в матчі проти Катанії (3:0). 27 січня 2013 року забив свій перший і єдиний гол за флорентійців. Це стало в матчі чемпіонату проти тої ж таки Катанії (1:2). Всього за сезон Мільяччо зіграв 24 гри в Серії А та 3 в кубку Італії, проте використовувався здебільшого як резерв (лише 9 матчів почав зі старту).
В кінці сезону контракт Мільяччо не був викуплений фіалками і півзахисник повернувся в «Палермо», яке не взяло гравця на літній передсезонний тренувальний табір.
11 липня 2013 року Мільяччо після шести років повернувся до «Аталанти», де знову став виступати під керівництвом Стефано Колантуоно. Наразі встиг відіграти за бергамський клуб 31 матч в національному чемпіонаті.

## Виступи за збірну
Протягом 2000–2002 років залучався до складу молодіжної збірної Італії. На молодіжному рівні зіграв у 4 офіційних матчах.

## Статистика виступів

### Статистика клубних виступів
| Сезон                | Команда              | Чемпіонат            | Чемпіонат | Чемпіонат | Національний кубок | Національний кубок | Національний кубок | Континентальні кубки | Континентальні кубки | Континентальні кубки | Інші змагання | Інші змагання | Інші змагання | Усього | Усього |
| Сезон                | Команда              | Ліга                 | Ігор      | Голів     | Ліга               | Ігор               | Голів              | Ліга                 | Ігор                 | Голів                | Ліга          | Ігор          | Голів         | Ігор   | Голів  |
| -------------------- | -------------------- | -------------------- | --------- | --------- | ------------------ | ------------------ | ------------------ | -------------------- | -------------------- | -------------------- | ------------- | ------------- | ------------- | ------ | ------ |
| 1998-99              | «Савойя»             | C1 (ІІІ)             | 8         | 0         | CI-C               | ?                  | ?                  | —                    | —                    | —                    | —             | —             | —             | 8+     | 0+     |
| 1999-00              | «Савойя»             | B (ІІ)               | 1         | 0         | КІ                 | 0                  | 0                  | —                    | —                    | —                    | —             | —             | —             | 1      | 0      |
| 1999-00              | «Путеолана»          | D (V)                | 29        | 6         | —                  | —                  | —                  | —                    | —                    | —                    | —             | —             | —             | 29     | 6      |
| 2000-01              | «Савойя»             | C1 (ІІІ)             | 1         | 0         | КІ                 | 0                  | 0                  | —                    | —                    | —                    | —             | —             | —             | 1      | 0      |
| Усього за «Савойю»   | Усього за «Савойю»   | Усього за «Савойю»   | 10        | 0         |                    | 0+                 | 0+                 |                      | —                    | —                    |               |               |               | 10+    | 0+     |
| 2000-01              | «Барі»               | A                    | 0         | 0         | КІ                 | —                  | —                  | —                    | —                    | —                    | —             | —             | —             | 0      | 0      |
| 2001-02              | «Джульяно»           | C2 (IV)              | 31        | 0         | CI-C               | ?                  | ?                  | —                    | —                    | —                    | —             | —             | —             | 31+    | 0+     |
| 2002-03              | «Джульяно»           | C2 (IV)              | 31        | 1         | CI-C               | ?                  | ?                  | —                    | —                    | —                    | —             | —             | —             | 31     | 1      |
| Усього за «Джульяно» | Усього за «Джульяно» | Усього за «Джульяно» | 62        | 1         |                    | 0+                 | 0+                 |                      | —                    | —                    |               |               |               | 62+    | 1+     |
| 2003-04              | «Тернана»            | B (ІІ)               | 20        | 0         | КІ                 | 0                  | 0                  | —                    | —                    | —                    | —             | —             | —             | 20     | 0      |
| 2004-05              | «Тернана»            | B (ІІ)               | 16        | 0         | КІ                 | 3                  | 0                  | —                    | —                    | —                    | —             | —             | —             | 19     | 0      |
| Усього за «Тернану»  | Усього за «Тернану»  | Усього за «Тернану»  | 36        | 0         |                    | 3                  | 0                  |                      | —                    | —                    |               |               |               | 39     | 0      |
| 2004-05              | «Аталанта»           | A                    | 14        | 0         | КІ                 | 1                  | 0                  |                      | —                    | —                    | —             | —             | —             | 15     | 0      |
| 2005-06              | «Аталанта»           | B (ІІ)               | 31        | 2         | КІ                 | 4                  | 0                  | —                    | —                    | —                    | —             | —             | —             | 35     | 2      |
| 2006-07              | «Аталанта»           | A                    | 33        | 2         | КІ                 | 3                  | 0                  | —                    | —                    | —                    | —             | —             | —             | 36     | 2      |
| 2007-08              | «Палермо»            | A                    | 31        | 0         | КІ                 | 1                  | 0                  | КУЄФА                | 2                    | 0                    | —             | —             | —             | 34     | 0      |
| 2008-09              | «Палермо»            | A                    | 31        | 3         | КІ                 | 0                  | 0                  | —                    | —                    | —                    | —             | —             | —             | 31     | 3      |
| 2009-10              | «Палермо»            | A                    | 30        | 1         | КІ                 | 2                  | 0                  | —                    | —                    | —                    | —             | —             | —             | 32     | 1      |
| 2010-11              | «Палермо»            | A                    | 35        | 2         | КІ                 | 5                  | 1                  | ЛЄ                   | 6                    | 1                    | —             | —             | —             | 46     | 4      |
| 2011-12              | «Палермо»            | A                    | 30        | 2         | КІ                 | 1                  | 0                  | ЛЄ                   | 2                    | 0                    | —             | —             | —             | 33     | 2      |
| 2012-13              | «Палермо»            | A                    | 1         | 0         | КІ                 | 0                  | 0                  | —                    | —                    | —                    | —             | —             | —             | 1      | 0      |
| Усього за «Палермо»  | Усього за «Палермо»  | Усього за «Палермо»  | 158       | 8         |                    | 9                  | 1                  |                      | 10                   | 1                    |               |               |               | 177    | 10     |
| 2012-13              | «Фіорентина»         | A                    | 24        | 1         | КІ                 | 3                  | 0                  | —                    | —                    | —                    | —             | —             | —             | 27     | 1      |
| 2013-14              | «Аталанта»           | A                    | 19        | 1         | КІ                 | 2                  | 0                  | —                    | —                    | —                    | —             | —             | —             | 21     | 1      |
| 2014-15              | «Аталанта»           | A                    | 12        | 1         | КІ                 | 2                  | 0                  | —                    | —                    | —                    | —             | —             | —             | 14     | 1      |
| Усього за «Аталанту» | Усього за «Аталанту» | Усього за «Аталанту» | 109       | 6         |                    | 12                 | 0                  |                      | —                    | —                    |               |               |               | 121    | 6      |
| Усього за кар'єру    | Усього за кар'єру    | Усього за кар'єру    | 428       | 22        |                    | 26+                | 1+                 |                      | 10                   | 1                    |               |               |               | 464+   | 24+    |